# Пуласкі (Теннессі)
Пуласкі (англ. Pulaski) — місто (англ. city) в США, в окрузі Джайлс штату Теннессі. Населення — 8397 осіб (2020).

## Географія
Пуласкі розташоване за координатами 35°11′36″ пн. ш. 87°2′7″ зх. д. / 35.19333° пн. ш. 87.03528° зх. д. (35.193413, -87.035277).  За даними Бюро перепису населення США в 2010 році місто мало площу 18,69 км², уся площа — суходіл.

## Демографія
Згідно з переписом 2010 року, у місті мешкало 7870 осіб у 3302 домогосподарствах у складі 1907 родин. Густота населення становила 421 особа/км².  Було 3866 помешкань (207/км²).
Расовий склад населення:
| - 71,0 % — білих - 24,4 % — чорних або афроамериканців - 0,6 % — азіатів - 0,2 % — корінних американців - 0,1 % — вихідців з тихоокеанських островів - 1,0 % — осіб інших рас |

До двох чи більше рас належало 2,7 %. Частка іспаномовних становила 2,1 % від усіх жителів.
За віковим діапазоном населення розподілялося таким чином: 21,2 % — особи молодші 18 років, 60,5 % — особи у віці 18—64 років, 18,3 % — особи у віці 65 років та старші. Медіана віку мешканця становила 39,3 року. На 100 осіб жіночої статі у місті припадало 83,2 чоловіків;  на 100 жінок у віці від 18 років та старших — 78,7 чоловіків також старших 18 років.
Середній дохід на одне домашнє господарство  становив 40 396 доларів США (медіана — 30 574), а середній дохід на одну сім'ю — 46 023 долари (медіана — 38 421). Медіана доходів становила 31 661 долар для чоловіків та 27 937 доларів для жінок. За межею бідності перебувало 26,7 % осіб, у тому числі 36,0 % дітей у віці до 18 років та 18,4 % осіб у віці 65 років та старших.
Цивільне працевлаштоване населення становило 3036 осіб. Основні галузі зайнятості: виробництво — 29,9 %, освіта, охорона здоров'я та соціальна допомога — 18,8 %, роздрібна торгівля — 14,9 %.